# Skeleton-Juniorenweltmeisterschaft 2019
Die Skeleton-Juniorenweltmeisterschaft 2019 war die 17. Austragung der Skeleton-Juniorenweltmeisterschaft und fand zwischen den 29. Januar und dem 3. Februar 2019, gemeinsam mit der Bob-Juniorenweltmeisterschaft 2019, auf der Kunsteisbahn Königssee in Schönau am Königssee statt. Bei den Frauen konnte Anna Fernstädt nach ihrem Nationenwechsel von Deutschland zu Tschechien ihren Junioren-Weltmeistertitel erfolgreich verteidigen. Bei den Männern sicherte sich der deutsche Skeletonprofi Felix Keisinger den Junioren-Weltmeistertitel.

## Teilnehmende Nationen
| Europa (14 Nationen) |                                                                             |
| --- | --------------------------------------------------------------------------- |
| \| - Belgien - Deutschland - Italien - Lettland - Niederlande - Norwegen - Vereinigtes Königreich \| - Österreich - Polen - Rumänien - Russland - Schweiz - Tschechien - Ukraine \| |                                                                             |
| Amerika (1 Nation) |                                                                             |
| - Kanada |                                                                             |
| Asien (2 Nationen) |                                                                             |
| - Volksrepublik China - Chinesisch Taipeh |                                                                             |
| - Belgien - Deutschland - Italien - Lettland - Niederlande - Norwegen - Vereinigtes Königreich                                                                                      | - Österreich - Polen - Rumänien - Russland - Schweiz - Tschechien - Ukraine |

## Medaillenspiegel
| Platz | Land                   |   |   |   |   |
| ----- | ---------------------- | - | - | - | - |
| 1     | Deutschland            | 1 | 1 | – | 2 |
| 2     | Tschechien             | 1 | – | – | 1 |
| 3     | Belgien                | – | 1 | – | 1 |
| 4     | Russland               | – | – | 1 | 1 |
| 4     | Vereinigtes Königreich | – | – | 1 | 1 |
| Total | Total                  | 2 | 2 | 2 | 6 |

## Medaillengewinner
| Wettbewerb | Gold            | Gold        | Silber         | Silber      | Bronze                | Bronze      |
| Wettbewerb | Sportler        | Leistung    | Sportler       | Leistung    | Sportler              | Leistung    |
| ---------- | --------------- | ----------- | -------------- | ----------- | --------------------- | ----------- |
| Frauen     | Anna Fernstädt  | 1:45,89 min | Kim Meylemans  | 1:46,47 min | Ashleigh Fay Pittaway | 1:46,64 min |
| Männer     | Felix Keisinger | 1:42,32 min | Fabian Küchler | 1:42,37 min | Evgeniy Rukosuev      | 1:42,46 min |